# Småsovarbi
Småsovarbi (Chelostoma campanularum) är en art i överfamiljen bin och familjen buksamlarbin. Arten kallas även litet klockblomsovarbi på svenska

## Beskrivning
Småsovarbiet är ett mycket litet, i huvudsak svart, slankt och cylindriskt bi med en kroppslängd på 4 till 6 mm. Till skillnad från andra medlemmar av släktet saknar den några ljusa hårband på bakkroppen. Honan har emellertid en vit hårborste på buken, som hon använder till att samla in pollen med. Hanen har två utskott på bakkroppen, som han använder sig av att hålla sig fast i blomkalkar när han sover där på natten.

## Ekologi
Habitatet utgörs av gräsmarker, skogsbryn, gläntor, trädgårdar och samhällen, gärna i halmtak, samt i gamla trädbyggnader. I Alperna kan arten gå upp till 1 600 m.
Flygperioden är juni till augusti. Arten är oligolektisk på familjen klockväxter, den besöker endast arter ur den familjen, och då nästan uteslutande blåklockor Vissa indikationer finns att den även kan besöka andra, närstående arter.
Arten bygger sina bon i dött trä och ihåliga växtstänglar. De olika larvcellerna ligger efter varandra, och skiljs åt genom väggar av jord blandad med nektar. Även ingången till boet försluts genom en propp av jord, då blandad med grus.

## Utbredning
Utbredningsområdet omfattar större delen av Europa med undantag av främst Irland, Skottland, Wales, Island och Estland. Arten har också påträffats i Algeriet i Nordafrika, Turkiet och har införts till Kanada och nordvästra USA i Nordamerika.
I Sverige är arten allmän från Skåne till Västerbotten I Finland har den observerats från Åland och sydkusten norrut till Österbotten längs västkusten, samt till Kajanaland i östra delarna av landet. Tidigare (fram till 1940-talet) fanns den även i Norra Karelen.

## Status
Arten betraktas som livskraftig ("LC") både globalt, i Sverige och i Finland.                                       